# Douilly
Douilly település Franciaországban, Somme megyében. Lakosainak száma 250 fő (2022. január 1.). Douilly Foreste, Villers-Saint-Christophe, Matigny, Quivières, Sancourt és Ugny-l’Équipée községekkel határos.

## Népesség
A település népességének változása:
| Lakosok száma | 233  | 231  | 241  | 240  | 245  | 251  | 251  | 251  | 250  |
|               | 2013 | 2015 | 2016 | 2017 | 2018 | 2019 | 2020 | 2021 | 2022 |